# 第14回全国高等学校バスケットボール選抜優勝大会
第14回全国高等学校バスケットボール選抜優勝大会（だい14かい ぜんこくこうとうがっこうバスケットボールせんばつゆうしょうたいかい）は、1984年3月26日から30日まで代々木体育館別館で開催された全国高等学校バスケットボール選抜優勝大会。

## 出場校
| ブロック | 都道府県 | 男子             | 男子           | 都道府県 | 女子                     | 女子           |
| ブロック | 都道府県 | 出場校           | 出場回数       | 都道府県 | 出場校                   | 出場回数       |
| -------- | -------- | ---------------- | -------------- | -------- | ------------------------ | -------------- |
| 北海道   | 北海道   | 旭川工業         | 初出場         | 北海道   | 札幌香蘭女子学園         | 2年連続6回目   |
| 東北1    | 秋田県   | 秋田工業         | 初出場         | 秋田県   | 湯沢北                   | 3年ぶり2回目   |
| 東北2    | 山形県   | 山形東           | 初出場         | 秋田県   | 能代北                   | 2年連続3回目   |
| 関東1    | 千葉県   | 東海大学付属浦安 | 5年連続5回目   | 千葉県   | 昭和学院                 | 6年連続10回目  |
| 関東2    | 茨城県   | 土浦日本大学     | 10年連続12回目 | 栃木県   | 宇都宮女子商業           | 5年連続9回目   |
| 関東3    | 埼玉県   | 埼玉栄           | 2年連続2回目   | 埼玉県   | 星野女子                 | 2年連続3回目   |
| 関東3    | 神奈川県 | 相模工業大学附属 | 10年連続12回目 | 千葉県   | 佐倉東                   | 初出場         |
| 東京都1  | 東京都   | 京北             | 14年連続14回目 | 東京都   | 明星学園                 | 2年ぶり5回目   |
| 東京都2  | 東京都   | 國學院大學久我山 | 初出場         | 東京都   | 東亜学園                 | 2年ぶり4回目   |
| 北陸     | 福井県   | 北陸             | 5年連続6回目   | 石川県   | 金城                     | 4年ぶり6回目   |
| 信越     | 長野県   | 東海大学第三     | 初出場         | 長野県   | 松本蟻ヶ崎               | 3年ぶり6回目   |
| 東海1    | 愛知県   | 愛知工業大学名電 | 9年連続9回目   | 愛知県   | 名古屋短期大学付属       | 初出場         |
| 東海2    | 静岡県   | 興誠             | 4年連続4回目   | 静岡県   | 浜松市立                 | 5年ぶり6回目   |
| 東海3    | 岐阜県   | 岐阜農林         | 3年連続10回目  | 愛知県   | 市邨学園                 | 7年連続9回目   |
| 近畿1    | 大阪府   | 大阪商業         | 初出場         | 兵庫県   | 甲子園学院               | 2年連続4回目   |
| 近畿2    | 京都府   | 洛南             | 10年連続10回目 | 大阪府   | 薫英                     | 2年連続6回目   |
| 近畿3    | 滋賀県   | 八幡工業         | 初出場         | 奈良県   | 奈良文化女子短期大学付属 | 初出場         |
| 中国1    | 島根県   | 松江工業         | 4年連続8回目   | 島根県   | 松江商業                 | 4年ぶり3回目   |
| 中国2    | 山口県   | 下関中央工業     | 初出場         | 山口県   | 長府                     | 5年ぶり3回目   |
| 四国     | 徳島県   | 城東             | 初出場         | 高知県   | 土佐女子                 | 2年連続2回目   |
| 九州1    | 福岡県   | 福岡大学附属大濠 | 11年連続11回目 | 福岡県   | 中村学園女子             | 5年連続5回目   |
| 九州2    | 福岡県   | 修猷館           | 初出場         | 熊本県   | 熊本女子                 | 2年連続4回目   |
| 九州3    | 宮崎県   | 宮崎日本大学     | 初出場         | 大分県   | 大分女子                 | 初出場         |
| 推薦     | 秋田県   | 能代工業         | 14年連続14回目 | 東京都   | 東京成徳短期大学附属     | 13年連続13回目 |

## 試合結果

### 男子
1回戦
- 洛南 96 - 77 相模工業大学附属
- 旭川工業 82 - 72 八幡工業
- 東海大学第三 68 - 49 興誠
- 埼玉栄 67 - 59 大阪商業

- 修猷館 68 - 56 城東
- 土浦日本大学 69 - 49 下関中央工業
- 山形東 114 - 74 宮崎日本大学
- 岐阜農林 81 - 52 國學院大學久我山

2回戦
- 能代工業 85 - 83 洛南
- 岐阜農林 63 - 61 松江工業
- 福岡大学附属大濠 89 - 64 旭川工業
- 東海大学付属浦安 82 - 50 東海大学第三

- 埼玉栄 74 - 51 秋田工業
- 修猷館 61 - 60 愛知工業大学名電
- 土浦日本大学 65 - 59 北陸
- 京北 64 - 40 山形東

準々決勝
- 能代工業 103 - 59 岐阜農林
- 埼玉栄 62 - 60 修猷館
- 京北 65 - 53 土浦日本大学
- 福岡大学附属大濠 70 - 69 東海大学付属浦安

準決勝
- 能代工業 99 - 69 福岡大学附属大濠
- 京北 78 - 69 埼玉栄

3位決定戦
- 福岡大学附属大濠 90 - 66 埼玉栄

決勝
- 京北 83 - 49 能代工業

### 女子
1回戦
- 大分女子 77 - 61 長府
- 能代北 76 - 71 星野女子
- 薫英 84 - 49 土佐女子
- 熊本女子 70 - 52 松本蟻ヶ崎

- 市邨学園 70 - 47 佐倉東
- 東亜学園 53 - 46 松江商業
- 明星学園 43 - 39 奈良文化女子短期大学付属
- 浜松市立 73 - 44 金城

2回戦
- 東京成徳短期大学附属 94 - 62 大分女子
- 札幌香蘭女子学園 60 - 57 能代北
- 昭和学院 76 - 71 薫英
- 熊本女子 63 - 59 名古屋短期大学付属

- 甲子園学院 75 - 50 市邨学園
- 東亜学園 56 - 55 中村学園女子
- 湯沢北 55 - 48 明星学園
- 浜松市立 45 - 43 宇都宮女子商業

準々決勝
- 東京成徳短期大学附属 112 - 79 札幌香蘭女子学園
- 甲子園学院 64 - 48 東亜学園
- 昭和学院 103 - 62 熊本女子
- 湯沢北 47 - 46 浜松市立

準決勝
- 昭和学院 88 - 86 東京成徳短期大学附属
- 甲子園学院 76 - 54 湯沢北

3位決定戦
- 東京成徳短期大学附属 90 - 54 湯沢北

決勝
- 昭和学院 66 - 64 甲子園学院

## 大会ベスト5
男子
- 勝田雄一郎 (京北№・年)
- 窪田英明 (京北№・年)
- 清水正雄 (京北№・年)
- 進藤一秋 (能代工業№・2年)
- 喜多剛寛 (福岡大学附属大濠№・年)

女子
- 黒崎麻衣子 (昭和学院№・年)
- 中沢智子 (昭和学院№・年)
- 西川あゆみ (甲子園学院№・年)
- 金光伸恵 (甲子園学院№・年)
- 黒田麻由美 (東京成徳短期大学附属№・2年)13回大会に続き2年連続2回目